# Aurelio Saffi

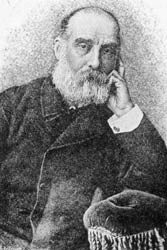
Aurelio Saffi

Aurelio Saffi, född 13 oktober 1819 i Forlì, Italien, död 10 april 1890 i Forlì, var en italiensk politiker. Han bildade 1849 ett kortlivat triumvirat tillsammans med Giuseppe Mazzini och Carlo Armellini.
I Forlì har Saffi fått ett torg (piazza) uppkallad efter sig. En gata i södra Trastevere i Rom bär också hans namn.